# Commission du Luxembourg
 (juillet 2020).
 (juillet 2020).

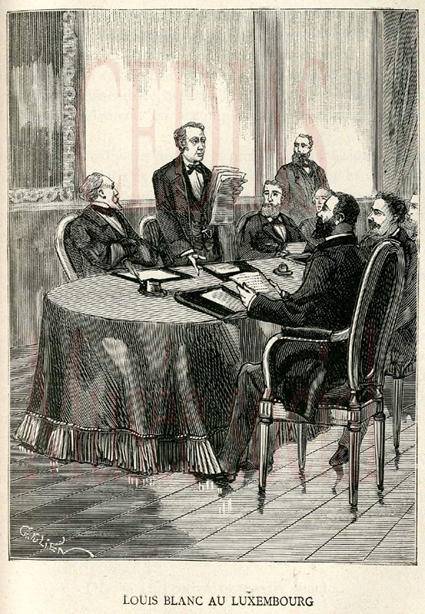
Louis Blanc au Luxembourg.

La Commission du Luxembourg, qui a siégé au Palais du Luxembourg à Paris au printemps 1848, du 28 février au 16 mai, a été chargée de réfléchir et de proposer une nouvelle organisation du travail afin d'améliorer le sort des travailleurs. Sous la présidence de Louis Blanc, elle a mis en œuvre, pendant quelques mois, son plan d'Organisation du travail dont l'exemple le plus marquant a été l'atelier social. Véritable parlement du Travail, cette assemblée, démocratique et représentative dans sa composition, a été à l'origine d'un projet de loi sur le travail.       
En d'autres termes, la Commission du Luxembourg a été créée pour résoudre la principale question sociale : le chômage. Les Ateliers nationaux sont la solution pour donner du travail à des chômeurs ; des milliers d'ouvriers sont employés à des grands travaux publics d'infrastructures. Néanmoins ils seront supprimés deux mois plus tard en raison de leur coût trop élevé.

## Contextualisation
Lorsque la première version de l'Organisation du travail est publiée à la fin de l’année 1839, elle rencontre un large public et fait de Louis Blanc automatiquement en 1848 le chef de file des revendications des travailleurs. Or, une fois au pouvoir — et conformément à ce qu’il avait écrit dans son ouvrage —, c’est sans secousses qu’il cherche à opérer une révolution sociale. Le calme et le retour à l’ordre sont ses priorités.
Toutefois, les membres du gouvernement provisoire ne comprennent pas (Lamartine en particulier) l’organisation du travail et approuvent encore moins l’idée de créer un ministère du travail faisant la promotion des ateliers sociaux (associations industrielles à but lucratif qui, parce qu’elles partagent les bénéfices à égalité entre les associés, respectent le droit du travail et bénéficient d’emprunts gratuits par l’État).
L’idée est alors de proposer à Louis Blanc le minimum garantissant son adhésion. Il demande un ministère du travail, et après négociation, le Gouvernement Provisoire lui confie la présidence d’une commission pour les travailleurs, aussi nommée commission du Luxembourg. Il refuse d’abord cette présidence, faute de budget et donc de pouvoir, mais il finit par l’accepter au nom de la paix civile et pour le compte du socialisme. Cette avancée est néanmoins importante car elle permet l’organisation d’un mouvement ouvrier qui, depuis la loi Le Chapelier, était interdite.  C’est en ce sens que Louis Blanc vient jouer un rôle particulièrement important de modération et d’organisation de la classe ouvrière après les évènements de février 1848 . Il lance d’ailleurs, lors de son premier discours à la commission pour les travailleurs du Luxembourg, un appel au « calme »  et à la « maturité »  au peuple rassemblé. 
Néanmoins, pourquoi Louis Blanc demande-t-il, dès les toutes premières séances du Gouvernement Provisoire, la création d’un ministère du progrès dont la mission unique serait de garantir le droit au travail ? Dans son esprit, l’homme, en naissant, a un doit naturel à vivre, et la réunion des hommes en société est l’unique conséquence de l’application de ce droit. La légitimité a originelle de l’État est de garantir la survie de ses membres. En ce sens, s’il existe un droit naturel à vivre, c’est à la société de le garantir par un ensemble de règles adaptées à la situation économique. Le contrat social politique de Rousseau a été la première étape sur ce chemin; à présent un nouveau type de contrat social économique doit être proposé à ceux qui souhaiteraient sortir du système concurrentiel - de l’état de nature économique - de l’époque.
Garantir aux membres de la société leur droit à vivre dans nos sociétés modernes passerait alors par le droit du travail. Louis Blanc y consacre tout un système que l’on peut résumer en un mot : l’Association. C’est selon lui la clef de voûte permettant la justice et la paix sociale car « les intérêts sont solidaires »  tant les interdépendances économiques vont croissantes. C’est la conséquence de la révolution industrielle. Dès lors, la problématique de Louis Blanc dans toute son œuvre se dessine : comment faire en sorte qu’il existe dans notre société un système permettant le dynamisme, vecteur de « progrès », et de l’autre côté des garanties minimisant les injustices ? Pour Louis Blanc, la réponse est par une institution : le ministère du travail. Lorsque la révolution de février est principalement une révolution sociale rassemblant côte à côte des ouvriers et des bourgeois  - car les intérêts sont liés face à la monarchie financière de Louis Philippe - finalement, le grand vainqueur semble être la haute bourgeoisie qui, une fois la monarchie mise à mal, marque un retour à l’ordre en juin avec la répression des émeutes dans le sang par le général Cavaignac. En somme, lorsque la conjugaison des efforts s’opère d’une façon très harmonieuse en février, les événements de juin et le retour à l’ordre viennent sonner le glas de l’idéologie socialiste. À présent, pendant que les malheureux du monde s’entretuent dans la concurrence, c’est sans aucune contrainte institutionnelle que les prétentions hégémoniques de l’oligarchie financière peuvent s’exprimer. Les analyses d’avril sont alors toujours pertinentes après juin car, « à l’ancienne féodalité territoriale et militaire a succédé une féodalité financière (…) qu’il s’agit de détruire au nom de la solidarité humaine, c’est-à-dire au profit de tous, de tous sans exception » .
Dans l’esprit des révolutionnaires de février 1848, reconnaître le droit au travail passe logiquement par sa réorganisation. La tendance organisatrice du mouvement populaire prenant une forme concrète, avec un projet clairement établi (organisation du travail, ministère du travail): il est temps de faire droit au nouveau souverain. Non seulement ce dernier précise la ligne de conduite à tenir par le Gouvernement Provisoire, mais il est aussi lucide face à la difficulté des réformes à mettre en place. Aussi, de façon à dire au pouvoir que l’amélioration du sort des classes souffrantes doit être désormais la plus ardente de ses préoccupations et conscients des sacrifices que cela engage, les ouvriers «offrirent trois mois de misère au service de la République »  pour engager, sans secousse, la Révolution sociale souhaitée.
Le gouvernement provisoire né de la victoire du peuple devrait avoir, selon les ouvriers, comme priorité l’amélioration du sort des salariés et des entrepreneurs en faillite, des travailleurs qui ont des conditions de vie déplorables. La rue est dans l’attente de la  création immédiate de ce nouvel organe, le ministère du travail  ? Louis Blanc n’hésite pas à se prononcer pour qu’on fasse droit au vœu du souverain populaire : unique mission justifiant la présence des membres du gouvernement provisoire au pouvoir.
« La Révolution venait de révéler le vrai souverain, et ce souverain, le Prolétariat, le retenait esclave : que tardait-on à le reconnaître ? Créer un ministère qui fut celui de l’avenir, remplacer par une organisation fraternelle du travail l’anarchie qui couvait sous son vaste désordre l’oppression de la multitude et faisait hypocritement porter à son esclavage les couleurs de la liberté, voilà ce qui était à faire. »

## Du ministère du travail à la Commission de gouvernement pour les travailleurs
Cette idée d’un ministère du Travail rencontre une vive opposition au sein du gouvernement et est finalement repoussée principalement en raison de l’opposition de Lamartine  qui ne « comprenait pas l’organisation du travail » .
Au fond, la création de la commission du Luxembourg est en premier lieu un expédient politique destiné à faire face aux nécessités présentes, et en second lieu une sorte de complot organisé par la majorité dans le but de montrer l’inanité des revendications ouvrières et de ruiner la popularité de Louis Blanc. Pour eux, ses théories vont être réduites à néant par l’exposition nette des voies et des faits praticables tout en détournant l’attention des ouvriers.

### Naissance de la commission du Luxembourg
La commission du gouvernement pour les travailleurs dite commission du Luxembourg, du nom de son lieu de réunion, est instituée par le décret du 28 février 1848 rendu par le Gouvernement Provisoire au lendemain de la proclamation de la République.
« Considérant que la révolution faite par le peuple doit être faite pour lui :
Qu’il est temps de mettre un terme aux longues et iniques souffrances des travailleurs ;
Que la question du travail est d’une importance suprême ;
Qu’il n’en est pas de plus haute, de plus digne des préoccupations d’un gouvernement républicain ;
Qu’il appartient surtout à la France d’étudier ardemment et de résoudre un problème posé aujourd’hui chez toutes les nations industrielles de l’Europe ;
Qu’il faut aviser, sans le moindre retard, à garantir au Peuple les fruits légitimes de son travail ;
Le Gouvernement provisoire de la République arrête :
Une commission permanente, qui s’appellera Commission de gouvernement pour les travailleurs, va être nommée avec mission expresse et spéciale de s’occuper de leur sort.
Pour montrer quelle importance le Gouvernement provisoire attache à la solution de ce grand problème, il nomme président de la Commission de gouvernement pour les travailleurs un de ses membres, M. Louis Blanc, et pour vice-président un autre de ses membres, M. Albert, ouvrier.
Des ouvriers seront appelés à faire partie de a Commission.
Le siège de la Commission sera au palais du Luxembourg. »

## Composition et programme de la Commission du Luxembourg
La Commission du gouvernement pour les Travailleurs se réunit pour la première fois au Palais du Luxembourg le 1er mars 1848 avec un objectif clair que Louis Blanc indique : « étudier toutes les questions relatives au travail et en préparer la solution dans un projet qui sera soumis à l’Assemblée nationale, et provisoirement d’entendre les demandes les plus urgentes des travailleurs et de faire droit à celles qui seront reconnues justes » .
Conformément à son discours, les premières séances, du 1er au 20 mars sont principalement occupées par l’organisation de la Commission et du Parlement du travail ainsi que par le règlement de certaines demandes particulièrement pressantes et notamment, dès le 1er mars, la « réduction du nombre des heures de travail » et « l’abolition du marchandage, c’est-à-dire de l’exploitation des ouvriers par des sous-entrepreneurs de travaux ».
Après avoir organisé les élections démocratiques du Parlement du travail composé de représentant des employés et des employeurs, Louis Blanc formule, dès le 5 mars 1848, devant la commission de spécialistes - composée de « M. Charles Duveyrier, M. Cazeaux, M. Jean Reynaud, M. Toussenel, M. Victor Considérant, M. Wolowski  (…) ainsi que l’appui M. Vidal, secrétaire de la Commission, et M. Pecqueur,, tous les deux hommes d’un mérite éminent, d’un vaste savoir, et profondément versés dans la science de l’économie politique »  - les priorités du moment : « étudier les questions générales qui se rattachent à l’organisation du travail, pour les formuler en projets de loi qui seront présentés à l’Assemblée nationale ; elle a ensuite, à côté de ces études, à prendre des mesures d’amélioration immédiate, propres à répondre aux légitimes impatiences du moment » .
Le 10 mars 1848 c’est devant les délégués des travailleurs, «délégués des diverses corporations de Paris, au nombre d’environ 250 »   qu’il précise, dans « le plus religieux silence »  et en termes généraux, la mission qui incombe au Luxembourg : établir des projets de loi afin d’améliorer leur propre condition « matérielle » et « morale » pour ensuite les présenter, après approbation du Gouvernement Provisoire, à l’Assemblée Nationale.
« Maintenant laissez-moi vous dire le véritable caractère de la mission qui nous a été confiée. Étudier avec soin, avec amour, les questions qui touchent à l’amélioration, soit morale, soit matérielle de votre sort ; formuler les solutions en projets de loi, qui, après approbation du Gouvernement provisoire, seraient soumis aux délibérations de l’Assemblée nationale, tel est le but de la Commission de gouvernement pour les travailleurs  ».
Par ailleurs, et de façon à avoir un comité permanent représentant leurs intérêts, Louis Blanc propose « de désigner dix d’entre (eux)vous, lesquels composeront un comité qui, d’une manière active, permanente, nous aidera dans nos recherches et nous dira vos souffrances, vos réclamations, vos vœux. » 
« Voici les noms des délégués qui doivent former le comité. MM. Philippe Pointard, boutonnier en corne, rue de Ménilmontant, 44, à Belleville ; Louis Perrin, armurier ; rue de Provence, 2 ; Joseph Davoine, éperonnier, rue Popincourt, 66 ; Pierre Barré, peintre en voitures, rue du Colysée, 9 ; Jean-Célestin Legros, menuisier en bâtiments rue Bellefond, 5 ; Gustave Bernard, forgeron, rue des Petits-Hôtels, 12 ; Charles Brémond, fabricant de châles à façon, rue des Rosiers, 23 ; J.-B. Médéric Hobry, tonnelier, rue et île Saint-Louis, 8 ; Xavier Chagniard, fondeur en fer, rue Saint-Charles, 5, à La Chapelle ; Nicolas-Arsène-Mouton Labrat, couvreur en bâtiments, rue de Sèvres, 92, à Vaugirard. »   
Le 17 mars 1848, c’est à présent devant les 231 patrons représentant 77 corps de métiers, réunis au palais du Luxembourg en assemblée générale qu’il précise le projet de la Commission du Luxembourg. 
« Messieurs, (…) le progrès n’existe, pour moi, qu’à la condition de profiter à tous, à tous sans exception. Le progrès, pour moi, c’est la solidarité reconnue, réalisée, de tous les intérêts. Savez-vous pourquoi j’ai déclaré, dans mon cœur, une guerre à mort au principe de l’antagonisme ? Ce n’est pas seulement parce qu’il fait le malheur de l’ouvrier, c’est aussi parce que, bien souvent, il fait le malheur du patron ; c’est parce qu’il déplace la tyrannie quand il ne la rend point permanente. Or, de quelque part qu’elle vienne, la tyrannie m’est odieuse. » 
« Je m’adresse à votre cœur, à votre patriotisme ; je ne vous parle plus ici comme aux délégués des patrons, comme aux représentants des riches, je vous parle comme à des hommes, et je vous conjure de me répondre : Ce que je vous dis est-il vrai ? (Oui ! oui ! – Applaudissements.)
Eh bien ! donc, Messieurs, cherchons ensemble la solution de ce grand problème de la liberté réaliser. (…) La concurrence illimitée est funeste à ceux mêmes qui la vantent, faute d’avoir approfondi les choses et médité sur le lendemain. (…) Voilà, Messieurs (…). Par l’association, tous se connaîtraient, et chacun ne dépendrait que de lui-même. Avec l’antagonisme, personne ne dépend de lui-même, et chacun dépend d’une foule d’hommes dont les intérêts sont complètement séparés des siens. (…) 
La solution telle que nous la cherchons est celle-ci, et je le dis du fond du cœur :
Le progrès pour finir les révolutions ! Et, pour supprimer la guerre, la justice ! (Applaudissements unanimes.) » 
Les 231 délégués tirent, eux aussi au sort, dix d’entre eux qui forment le comité permanent patronal. Ainsi, l’ensemble des comités réunis seront « appelés (ajoutait Louis Blanc), à l’examen des questions relatives à l’organisation du travail des délégués des ouvriers d’une part, et des délégués des patrons de l’autre » . Ce qui, dans l’ensemble « ménage à la situation actuelle l’issue la plus favorable ».
Alors, après la visite du Gouvernement Provisoire le 19 mars 1848  au Luxembourg devant le Parlement du Travail, la réunion du 20 mars réunie les délégués des employés et des employeurs ainsi que les spécialistes. La Commission siège pour la première fois au complet d’une manière permanente et avec toute la légitimité nécessaire au bon fonctionnement de l’institution en raison de sa représentativité démocratique.
Louis Blanc, dans son discours d’inauguration du 20 mars : 
« Que faire ? Voici ce que nous proposons :
Aux entrepreneurs, qui, se trouvant aujourd’hui dans des conditions désastreuses, viennent à nous et nous disent : « Que l’État prenne nos établissements et se substitue à nous ! » nous répondons : « L’État y consent. Vous serez largement indemnisés. Mais cette indemnité qui vous est due, ne pouvant être prise sur les ressources du présent, lesquelles seraient insuffisantes, sera demandée aux ressources de l’avenir : l’État vous souscrira des obligations, portant intérêt, hypothéquées sur la valeur même des établissements cédés, et remboursables par annuités ou par amortissement. »
L’affaire ainsi réglée avec les propriétaires d’usines, l’État dirait aux ouvriers : « Vous allez travailler désormais dans ces usines comme des frères associés ; pour la fixation de vos salaires, il y a à choisir entre deux systèmes : ou des salaires égaux ou des salaires inégaux ; nous serions partisans, nous, de l’égalité, parce que l’égalité est un principe d’ordre qui exclut les jalousies et les haines. »
On pourra nous objecter : « L’égalité ne tient pas compte des aptitudes diverses. » Mais, selon nous, si les aptitudes peuvent régler la hiérarchie des fonctions, elles ne sont pas appelées à déterminer des différences dans la rétribution. La supériorité d’intelligence ne constitue pas plus un droit que la supériorité musculaire ; elle ne crée qu’un devoir. Il doit plus, celui qui peut davantage : voilà son privilège ! » .

## Les projets, les réformes engagées et les premiers résultats

### Marchandage et temps de travail
Dès la première séance le 1er mars, les travailleurs, soucieux de mesurer le pouvoir de l’institution nouvellement créée, font connaître deux mesures dont ils demandent avec insistance la solution immédiate. Ces deux mesures sont : la réduction des heures de travail et l’abolition du marchandage. Or, et de façon à marquer la force de l’institution, Louis Blanc ne va pas céder sous la pression des ouvriers tout en reconnaissant néanmoins la légitimité de leurs revendications. En effet, ce n’est pas à la seule volonté du président de la Commission que revient la décision. À cette fin, et suivant le principe de coopération constitutif de la commission du Luxembourg, les chefs d’industrie sont convoqués pour le 2 mars, pour ne rien imposer à personne. L’institution nouvellement créée a là une occasion unique de montrer dès le départ sa force par sa capacité à faire émerger un compromis.
Dans l’ordre des discussions avec les représentants patronaux le marchandage les occupe tout d’abord. Trois sortes de marchandages sont discutées : 1° le marchandage des tâcherons ; 2° le marchandage des piéçards ; 3° l’entreprise par une association d’ouvriers. Comme nous l’avons déjà évoqué, le premier, le marchandage des tâcherons, soulève unanimement les critiques des patrons et des ouvriers. Ils constatent que des marchandeurs sous-traitent certaines parties des travaux et les font exécuter à la journée par des ouvriers sous leurs ordres directs. Il existe donc un intermédiaire entre les directeurs d’usines et les ouvriers, intermédiaire qui absorbe une notable partie des bénéfices qui devraient revenir à l’ouvrier. Aussi est-il considéré comme oppressif et pour ce motif aboli le jour même par un décret. Le second et le troisième type de marchandage sont conservés ; le troisième surtout est considéré comme excellent, car il suppose l’existence d’aucun intermédiaire.  
Ensuite, un décret du 2 mars  établit que la durée du travail doit être abaissée de onze heures à 10h pour Paris, et de 12h à 11 h pour la province. Cette « réduction d’une heure par jour est acceptée sans difficulté »  au sein de la Commission.

### Le logement social
En ce qui concerne le logement, c’est lors de la séance du 5 mars devant les spécialistes que Louis Blanc développe un projet qui devait produire des résultats économiques équivalant « à une augmentation de salaire pour les ouvriers, sans dommage pour les patrons ». L’idée est de fonder dans les quatre quartiers les plus populaires de Paris, quatre établissements destinés à recevoir chacun quatre cents ménages d’ouvriers avec un appartement distinct pour chaque famille. Il doit en résulter, pour les ouvriers, une grande économie sur les objets de consommation : loyer, chauffage, nourriture. 
Ce projet, proche de celui de Fourier avec les phalanstères, n’est pas réalisé ; il resta toujours à l’état d’ébauche et aucun décret ne vint le consacrer  alors que « en Angleterre, en Allemagne, des établissements de cette nature ont déjà été fondés depuis assez longtemps » .

### La rencontre directe entre l’offre et la demande de travail
Vis-à-vis de l’emploi, c'est-à-dire l’offre et la demande de travail, Louis Blanc tente de les faire se rencontrer directement.  L’objectif est de limiter les intermédiaires tout comme ce qu’il a proposé concernant la consommation dans les entrepôts et bazars. Le 8 mars, le Gouvernement Provisoire rend un arrêté sur le rapport de la commission, qui établit que dans chaque mairie un bureau gratuit de renseignement et de placements est chargé de dresser des tableaux statistiques de l’offre et de la demande du travail. Cette mesure semble avoir été appliquée, car dans une lettre des ouvriers associés de Clichy, il est fait mention que « des ouvriers se présentèrent envoyés par les mairies des douze arrondissements » .

### Une limitation de la concurrence
Ce thème n’est pas nouveau dans la pensée de Louis Blanc. Il ne peut toutefois engager les mesures envisagées précédemment dans L’Organisation du Travail d’une manière radicale. Toujours désireux d’améliorer le sort des travailleurs Louis Blanc veut d’abord abolir la concurrence que faisaient au travail libre, le travail des prisons, des couvents et des casernes et qui suscite les plaintes unanimes. Notre auteur estime que ces plaintes sont justifiées ; les travailleurs des prisons, des couvents, des établissements de charité et des casernes, sont logés et nourris et sont, en conséquence, plus à même de pouvoir faire aux travailleurs libres une concurrence dont la répercussion se fait sentir sur le salaire.
« Il s’agirait de décider au moins momentanément, que ceux qui, placés dans des circonstances exceptionnelles, n’ont pas absolument besoin de travailler pour vivre, céderont le travail à ceux pour qui le travail est la vie même. » 
Louis Blanc cherche alors à supprimer le travail économique dans ces établissements. Le 24 mars paraît, dans ce sens, un décret reproduisant dans l’énoncé de ses motifs les arguments présentés au Luxembourg. Il « prononce la suspension du travail dans les prisons et dans les casernes, la résiliation de tous les marchés passés » . La Commission décide que « s’il y avait lieu à indemnité, le montant en serait payé par l’État, après avoir été fixé (…) sur rapport d’experts ».
Ce décret permet d’ailleurs à la seconde association établie par le Luxembourg de voir le jour par le transfert de la création des selles de « l’établissement militaire de Saumur à un certain nombre d’ouvriers selliers de Paris, que cette commande mit en état de former une association ».

### La question des ouvriers étrangers
Le 8 avril, sur proposition de la Commission, le Gouvernement Provisoire prend un décret venant ouvrir celui du 28 mars 1848 concernant les ouvriers étrangers. Ce décret ouvre les usines françaises aux travailleurs étrangers et les place sous la protection des travailleurs français.
« Le gouvernement provisoire place sous la sauvegarde des travailleurs français les travailleurs étrangers qu’emploie la France, et il confie l’honneur de la République hospitalière à la générosité du peuple. »  
Ce décret vient répondre à « de nombreuses manifestations de xénophobie » et « la Commission du Luxembourg, par son avis du 8 avril, lança un avertissement en rappelant les ouvriers français à la fraternité envers les ouvriers étrangers. Il y eut également des manifestations d’hostilité à l’égard des travailleurs provinciaux, en région parisienne. »

## La création d’associations conformément au projet de Louis Blanc
C’est par le décret du Gouvernement Provisoire du 15 mars  - « qui incorporait dans la garde nationale tous les citoyens, et décidait qu’un uniforme serait fourni, aux frais de l’État, à quiconque serait trop pauvre pour en faire lui-même la dépense »  – que naît dans l’esprit de Louis Blanc la possibilité de créer le premier atelier social. Il y a là un marché à conquérir pour les associations. Encore faut-il avoir un bâtiment ! Or, au même moment, la prison de Clichy devient libre en raison du décret 9 mars abolissant la contrainte par corps par le Gouvernement Provisoire. 
C’est après une entrevue avec le citoyen Bérard, ouvrier tailleur connu pour être « très habile dans son état » , que la formation d’une association d’ouvriers tailleurs est décidée « à la tête de laquelle figurèrent Bérard et les deux ouvriers qui, comme lui, avaient été délégués par la corporation ». Louis Blanc obtient pour eux la « commande de cent mille tuniques ; la prison de Clichy, devenue vacante, se changea en atelier; et les associés s’y installèrent, au nombre d’environ deux mille, sous l’empire d’un règlement qui, fait par eux-mêmes ; se rapportait aux principes développés, huit années auparavant, dans l’Organisation du travail. » 
En ce qui concerne les résultats de cette association, « ce qui est certain, c’est que tous les engagements de l’association furent remplis alors avec une probité scrupuleuse ; l’ouvrage commandé fut achevé en temps utile ; un prêt de onze mille francs, fait aux ouvriers associés par les maîtres tailleurs, se trouva remboursé au bout de peu de temps, et lorsque, à l’expiration du contrat passé avec la ville de Paris, l’association liquida, pour se reconstituer sur de moins larges bases, ce fut avec bénéfice. »   Une lettre du 10 décembre 1849 de PH. Bérard adressée au Constitutionnel et publiée au Nouveau Monde précise que « 1° l’Association ne s’est pas liquidée en perte. Elle a donné, au contraire, un dividende à chacun de ses membres. (…) 2° (…) l’Association, - dont le siège est aujourd’hui rue du faubourg Saint-Denis, 23, - livrée depuis longtemps à ses propres ressources, n’en est pas moins entrée dans une voie de prospérité qui, chaque jour, va croissant, prospérité qui est le seul démenti que, désormais, nous voulons opposer aux calomnies et aux insinuations malveillantes, qu’à notre insu, on nous adresserait encore. »  
Une seconde association « établie par le Luxembourg [qui] fut celle des selliers ». On se rappelle le décret du Gouvernement Provisoire du 24 mars 1848 qui a pour but de protéger la classe ouvrière contre la concurrence écrasante des personnes nourries et logées aux frais de l’État. Aussi, comme conséquence de ce décret, Louis Blanc « fit adjuger une partie des selles qui se confectionnaient dans l’établissement militaire de Saumur, (…) aux ouvriers selliers de Paris (…) se constituant en association ». Une vive opposition, notamment de la part du général Oudinot, ponctue la création de cette association qui « se développa sur une ligne parallèle à celle qui suivait l’association de Clichy, et, lorsque, en août 1848, je (Louis Blanc) quittai Paris, elle prospérait »  Cette association se situe dans la caserne des Veuves, aux Champs-Élysées. 
Enfin, après l’association des tailleurs, des selliers, une troisième association se rapporte à l’action directe du Luxembourg, celle des fileurs. Nous nous reportons à une lettre témoignage du 5 décembre 1849 adressée à Louis Blanc par les ex-délégués des fileurs Boulard et Lefranc. En quelques mots, c’est là aussi le décret ordonnant l’habillement des « cent mille gardes nationaux » qui est l’origine de l’association. L’idée est d’obtenir le marché pour « la fourniture des cent mille paires d’épaulettes » . Or, après de nombreuses difficultés, le marché est enfin obtenu jusqu’au jour ou « la réaction l’emporta, [leur] notre marché fut suspendu, plus tard rompu brutalement, du droit du plus fort. On refusa de nous indemniser pour les 50 000 paires d’épaulettes que nous avions encore à livrer. Plaidez, nous dit-on pour toute réponse, le procès durera un an ; pendant tout ce temps, pas d’argent. Transigez, nous vous soldons l’arriéré et la retenue des trois dixièmes. La faim donna raison aux hommes d’affaires de la Ville. » . Notons que cette association des fileurs a donné naissance à celle des passementiers.
C’est ainsi que sont créées, sans aide financière directe de l’État, les premières associations ouvrières conformément à L’organisation du travail proposée par notre auteur. L’impulsion modeste de l’État en confiant, non sans hésitations, les marchés publics cités n’en reste pas moins l’épiphénomène permettant le développement de nombreuses associations en quelques mois, fonctionnant sur les principes du Luxembourg, dans des domaines variées et à la seule initiative privée. En effet, « chaque jour, des sociétés nouvelles se présentent devant la Commission avec leurs plans et leurs statuts, demandant aide et approbation. Les chefs d’ateliers viennent, de leur côté, offrir leurs usines à l’État, et mettre à sa disposition leurs instruments de travail, les uns par générosité, d’autres par un calcul intelligent, d’autres par désespoir » . 
Dans Le Nouveau Monde, journal historique et politique de la première année du 15 juillet 1849 au 15 juin 1850, Louis Blanc fait régulièrement la liste, après une scrupuleuse sélection, des associations ouvrières de Paris et de la Province avec leurs adresses exactes et l’activité concernée par ordre alphabétique.
Dans le premier numéro du 15 juillet 1849 on compte 103 associations reconnues par le Luxembourg. Dans le septième numéro du 15 janvier 1848, 111 associations. Dans le huitième numéro du 15 février 1850, 119 associations. Dans Le Nouveau Monde, journal historique et politique de la seconde année, tome II, c'est-à-dire du 15 juillet 1850 au 22 janvier 1851, on compte dans le numéro premier du 15 juillet 1850, 107 associations reconnues par les délégués du Luxembourg. Il est à noter que « nous avons supprimé sur la liste que nous publions dans le présent numéro les noms de plusieurs associations sur lesquelles nous n’avons pas reçu des renseignements assez précis. Nous accueillerons avec empressement les rectifications qui nous seront présentées. » .Dans le numéro second de la seconde série du 15 août au 15 septembre 1850, on trouve 115 associations. Dans le cinquième, celui du 22 janvier 1851, 122 associations. 
Notons que cette reconnaissance officielle du caractère associatif de ces industries leur permet d’arborer un signe distinctif sur leur enseigne. Il s’agit d’un « triangle, symbole de l’association fraternelle » qui du reste est utilisé par la concurrence de façon à « tromper le public, en continuant de rançonner leurs ouvriers ».
Alors, bien après son exil en Angleterre, et de Londres, rédigeant Le Nouveau Monde, notre auteur continue activement la défense des idées socialistes qui prirent forme à travers la Commission du Luxembourg. Il reçoit d’ailleurs des soutiens multiples. En témoigne cette lettre du 12 août 1849, signée des citoyens Faure, Greppo, Nadaud, représentants du peuple : « La persécution, la condamnation, l’exil, n’ont fait que rendre plus profondes, plus ardentes, à votre égard, la confiance et les sympathies du peuple » .
Alors bien que la commission du Luxembourg n’existe plus le 16 mai - « mise sous séquestre de ses papiers (…) sans décisions officielle » - le comité des délégués du Luxembourg continue à vivre.

## La Commission du Luxembourg: Un tribunal arbitral
La Commission a également une fonction efficace d’arbitre, de « Haute cour de conciliation ». En effet, toutes les fois qu’un différend surgit entre patrons et ouvriers, les parties en cause peuvent, si « les deux parties l’acceptent», avoir recours aux offices du Tribunal du Luxembourg spécialement créé pour répondre aux nécessités du moment.
Cette fonction, d’une particulière importance dans le contexte car elle permet de maintenir la paix civile par le règlement des tensions, place, de facto, Louis Blanc au centre du pouvoir. Cette situation est difficilement supportable pour les membres du Gouvernement Provisoire qui mettent en place les outils nécessaires à son discrédit. Il ne faut pas oublier, d’ailleurs que, raconté par Émile Thomas et « de l’aveu de M. Marie, l’intention formelle du Gouvernement était que cette expérience du Luxembourg se fît et qu’elle aurait un excellent effet, celui de démontrer le vide des théories inapplicables de Louis Blanc ; que, de cette manière, la classe ouvrière ne tarderait pas à se désabuser ; que son idolâtrie pour Louis Blanc s’écroulerait d’elle-même ; qu’il perdrait pour toujours son influence, son prestige, et cesserait d’être un danger. ».  
Or, « l’évènement trompa quelque peu cet espoir (…). Non seulement la confiance des délégués en [Louis Blanc] moi demeura jusqu’au bout inébranlable, mais elle revêtit un singulier caractère de générosité et de grandeur. Le Peuple avait reconnu les siens. ».  Le Moniteur du 29 mars 1848 rend compte  de cet engouement en expliquant que « les demandes d’arbitrage sont adressées de toutes parts à M. Louis Blanc par les travailleurs et les patrons. Les demandes sont toujours accueillies avec empressement et plaisir, et de cette mutuelle confiance sort presque toujours la conciliation. Les ateliers sont aussitôt rouverts. C’est ainsi que, par le bon, le noble esprit de tous, se réalise chaque jour ce mot, prononcé dès le premier jour, l’ordre dans la liberté. »  
À titre d’exemple notons que le 25 mars 1848 Louis Blanc aplanit les difficultés entre les mécaniciens des ateliers Derosne et Cail en adoptant « un système provisoire pour la reprise immédiate des travaux, ainsi que sur un système qui peut être définitif » . Le communiqué est publié au Moniteur le 25 mars 1848 et le 29 mars 1848.
Notons les conciliations suivantes. Le 29 mars, un arrangement à l’amiable sur le salaire a lieu entre les délégués des patrons et des ouvriers boulangers aboutissant à « l’adoption d’un tarif, à la satisfaction de tous »  et « évita à Paris de se réveiller sans pain » . 
Le 31 mars a lieu la conciliation entre patrons et ouvriers de l’industrie des papiers peints et le 2 le travail reprend dans tous les ateliers de Paris à la suite de la signature « d’une convention (…) entre les six délégués représentant les intérêts opposés » . 
Le 1er avril c’est la convention entre les maîtres et ouvriers paveurs parisiens fixant « le prix des salaires ». 
Le même jour, 1er avril, l’entente établie entre les débardeurs et les marchands de bois de la rive gauche (port des Invalides) aboutit à l’établissement d’un tableau fixant les tarifs en fonction du travail à effectuer. 
Le 13 avril, un règlement entre entrepreneurs et cochers aboutit à une convention composée de 12 articles venant préciser les conditions et l’organisation du travail dans ce secteur. On notera particulièrement l’article 2 qui dispose : « Considérant que le travail au quart ou à la planche est reconnu comme marchandage, et doit être aboli dans quelque maison que ce soit, l’entrepreneur ne devra pas employer de cocher autrement qu’à la journée de 3 francs. » . Disposition en conformité avec le décret du 25 février sur le marchandage. 
Il est à noter aussi la convention des plombiers zingueurs du même jour, le 13 avril, qui est marquée par des avancées sociales notamment dans son article 6 : « Le marchandage, même individuel, est interdit » ou dans son article 9 : « Les apprentis, après une année de travail, seront payés comme compagnons » tout en confirmant dans son article 1 l’avancée sur le temps de travail du 25 février : « la durée de la journée reste fixée comme précédemment, savoir : du jour au jour en hiver, et, en été, à dix heures de travail effectif » . 
Une dernière convention, du 29 avril, est à souligner à titre d’exemple. Elle concerne les délégués des ouvriers scieurs de pierre et la chambre des entrepreneurs de maçonnerie. On y trouve, cette promesse de la part des entrepreneurs, qu’au-delà des « traditionnels » accords sur le temps de travail et la rémunération, ils apporteront « leur concours et celui de leurs appareilleurs, pour faire en sorte qu’il n’entre dans leurs chantiers que des scieurs de pierre munis du livret de leur corporation et portant le cachet de la chambre syndicale » .
Nous ne signalons que quelques arbitrages,  que quelques débats qui, d’après Louis Blanc, « écartèrent la force pour ne laisser parler que la justice » car « longue serait la liste des conciliations opérées, s’il était nécessaire de tout dire. Mécaniciens, ouvriers en papiers peints, cochers, débardeurs, paveurs, chapeliers, plombiers-zingueurs, boulangers, maréchaux, blanchisseurs,… il est peu de professions où le Luxembourg n’ait ramené le travail en y rétablissant la concorde. Les procès-verbaux existent, revêtus des signatures des parties ! Déchire, qui en a le pouvoir cette page de l’histoire ! » . Notons enfin qu’« il est à remarquer que ce sont, le plus souvent, les patrons qui viennent les premiers solliciter notre arbitrage, et nous faire part de leurs embarras. Patrons et ouvriers prennent séparément le chemin du Luxembourg ; ils en sortent presque toujours ensemble. »

## Un projet de loi sur le travail
Nous ne saurions terminer notre description sans parler de l’exposé général de la commission du Luxembourg. Cet exposé est le résumé de l’œuvre de la commission pendant la présidence de Louis Blanc, sous la forme d’un projet de loi, fait en vue d’être déposé sur le bureau de l’Assemblée Nationale. Cette loi résume en sept articles l’idéologie de Louis Blanc dans L’organisation du Travail et celle de la Commission du Luxembourg que l’on retrouve sous le titre « Le socialisme en projet de Loi » dans le troisième numéro du Nouveau Monde du 15 septembre 1849. Or, cette « formule présentée par le Luxembourg a évidemment pour elle la justice ; n’ayant pas encore été mise à l’essai, elle n’a pas contre elle l’expérience ; elle reste donc à l’ordre du jour de la République ! » .
« Voici, sous forme de projet de loi, le résumé des mesures qui, au Luxembourg, furent proposées :
- Art. 1er. Il serait créé un Ministère du Travail, avec mission spéciale de préparer la révolution sociale, et d’amener graduellement, pacifiquement, sans secousse, l’abolition du prolétariat.
- Art. 2. Le ministère du Progrès serait chargé : 1° de racheter, au moyen de rentes sur l’État, les chemins de fer et les mines ; 2° de transformer la Banque de France en Banque d’État ; 3° de centraliser, au grand avantage de tous et au profit de l’État, les assurances ; 4° d’établir, sous la direction de fonctionnaires responsables, de vastes entrepôts où producteurs et manufacturiers seraient admis à déposer leurs marchandises et leurs denrées, lesquelles seraient représentées par des récépissés ayant une valeur négociable et pouvant faire office de papier-monnaie ; papier-monnaie parfaitement garanti, puisqu’il aurait pour gage une marchandise déterminée et expertisée ; 5° enfin, d’ouvrir des bazars correspondant au commerce de détail, de même que les entrepôts correspondraient au commerce en gros.
- Art. 3. Des bénéfices que les chemins de fer, les mines, les assurances, la Banque, rapportent aujourd’hui à la spéculation privée, et qui, dans le nouveau système, retourneraient à l’État, joints ceux qui résulteraient des droits d’entrepôt, le Ministère du Travail composerait son budget spécial : le budget des travailleurs.
- Art. 4. L’intérêt et l’amortissement des sommes dues par suite des opérations précédentes seraient prélevés sur le budget des travailleurs ; le reste serait employé 1° à commanditer les associations ouvrières, 2° à fonder des colonies agricoles.
- Art. 5. Pour être appelées à jouir de la commandite de l’État, les associations ouvrières devraient être instituées d’après le principe d’une fraternelle solidarité, de manière à pouvoir acquérir, en se développant, un capital COLLECTIF, INALIÉNABLE ET TOUJOURS GROSSISSANT ; seul moyen d’arriver à tuer l’usure, grande ou petite, et de faire que le capital ne fût pas un élément de tyrannie, la possession des instruments de travail un privilège, le crédit une marchandise, le bien-être une exception, l’oisiveté un droit.
- Art 6. En conséquence, toute association ouvrière, voulant jouir de la commandite de l’État, serait tenue d’accepter, comme base constitutives de son existence, les dispositions qui suivent :

Après le prélèvement du prix des salaires, de l’intérêt du capital, des frais d’entretien et de matériel, le bénéfice serait ainsi réparti :
- - Un quart pour l’amortissement du capital appartenant au propriétaire avec lequel l’État aurait traité ;
  - Un quart pour l’amortissement d’un fonds de secours destiné aux vieillards, aux malades, aux blessés, etc. ;
  - Un quart à partager entre les travailleurs à titre de bénéfice, comme il sera dit plus tard ;
  - Un quart, enfin, pour la formation d’un fonds de réserve dont la destination sera indiquée plus bas.

Ainsi serait constituée l’association dans un atelier.

Resterait à étendre l’association entre tous les ateliers d’une même industrie, afin de les rendre solidaires les uns des autres.

Deux conditions y suffiraient :
- - D’abord, on déterminerait le prix de revient ; on fixerait, eu égard à la situation du monde industriel, le chiffre du bénéfice licite au-dessus du prix de revient, de manière à arriver à un prix uniforme et à empêcher toute concurrence entre les ateliers d’une même industrie.
  - Ensuite, on établirait, dans tous les ateliers de la même industrie un salaire, non pas égal, mais proportionnel, les conditions de la vie matérielle n’étant pas identiques sur tous les points de la France.

La solidarité ainsi établie entre tous les ateliers d’une même industrie, il y aurait, enfin, à réaliser la souveraine condition de l’ordre, celle qui devra rendre à jamais les haines, les guerres, les révolutions impossibles ; il y aurait à fonder la solidarité entre toutes les industries diverses, entre tous les membres de la société.

Deux conditions pour cela sont indispensables :

Faire la somme totale des bénéfices de chaque industrie, et cette somme totale, la partager entre tous les travailleurs.
Ensuite, des divers fonds de réserve dont nous parlions tout à l’heure, former un fonds de mutuelle assistance entre toutes les industries, de telle sorte que celle qui, une année, se trouverait en souffrance, fût secourue par celle qui aurait prospéré. Un grand capital serait ainsi formé, lequel n’appartiendrait à personne en particulier, mais appartiendrait à tous collectivement. 

La répartition de ce capital de la société entière serait confiée à un conseil d’administration placé au sommet de tous les ateliers. Dans ses mains seraient réunies les rênes de toutes les industries, comme dans la main d’un ingénieur nommé par l’État serait remise la direction de chaque industrie particulière.

L’État arriverait à la réalisation de ce plan par des mesures successives. Il ne s’agit de violenter personne. L’État donnerait son modèle : à côté vivraient les associations privées, le système économique actuel. Mais telle est la force d’élasticité que nous croyons au nôtre, qu’en peu de temps, c’est notre ferme croyance, il serait étendu sur toute la société, attirant dans son sein les systèmes rivaux par l’irrésistible attrait de sa puissance. Ce serait la pierre jetée dans l’eau et traçant des cercles qui naissent les uns des autres, en s’agrandissant toujours.
- Art. 7. Les colonies agricoles seraient fondées dans le même but, d’après les mêmes principes et sur les mêmes bases[105]. »

Relevons que cet exposé déposé sur le bureau de l’assemblée ne fut pas lu à la tribune. On n’en fit aucune mention dans la discussion sur le droit au travail, et il « passa inaperçu, aussi bien des législateurs que du public, et de la plupart des ouvriers » . Cette impossibilité de faire approuver ou non ce projet de loi, ainsi que l’absence systématique de soutien de la part du Gouvernement Provisoire, est emblématique de la position de Louis Blanc au sein du gouvernement provisoire. On note dans ce sens que, concernant les associations, « loin de leur venir en aide, le gouvernement ne songea qu’à semer des obstacles sur leur route » .

## L’opposition aux ateliers sociaux: les ateliers nationaux
« (…) la persécution sauvage de la police qui enveloppa de son abject réseau les associations ouvrières ; sous prétexte qu’elles n’étaient que des sociétés politiques déguisées, on les persécuta de toutes les façons imaginables ; pour mieux ruiner leur crédit, pour leur enlever leur clientèle, la presse de la réaction n’eut pas honte d’annoncer faussement, jour par jour, la chute de celles-là mêmes dont la prospérité défiait toute calomnie. A l’association de Clichy s’adressèrent les plus venimeuses attaques. Fille aînée du Luxembourg, elle portait au front la marque du pêché originel, et aucune amertume ne lui fut épargnée. Que de fois le pauvre Bérard n’eut-il pas à repousser les flèches lancées des quatre points cardinaux contre l’association ! que de fois n’eut-il pas à tenir tête au Constitutionnel… que dis-je ! à la Voix du Peuple de M. Proudhon ? Est-il, je le demande, un pays civilisé où il soit licite de renverser une entreprise industrielle, à force de saper son crédit par de publiques et mensongères attaques ? Eh bien, voilà ce qui fut, sous le régime qui succéda à celui du Gouvernement Provisoire, non seulement permis, mais encouragé. »
Le 6 mars, un décret - tandis que le Luxembourg connaît ses premiers succès – qui ne porte d’ailleurs que la signature de Marie confie la direction des ateliers nationaux à Émile Thomas, qui dans sa déposition du 28 juin 1848 précise : « J’ai toujours marché avec le maire de Paris contre l’influence de MM. Ledru-Rollin, Flocon et autres. J’étais en hostilité ouverte avec le Luxembourg. Je combattais ouvertement l’influence de M. Louis Blanc. » . Dès lors, une distinction très nette est à faire entre les ateliers nationaux et les ateliers sociaux. Louis Blanc (et le Luxembourg) n’a en rien participé à l’organisation des ateliers nationaux, qui sont uniquement confiés à ses adversaires et particulièrement à Marie et Émile Thomas ce que la calomnie lui imputera pourtant.  Il est à noter aussi, qu’un « crédit de cinq millions était ouvert aux Ateliers nationaux  » pendant que la Commission du Luxembourg tente de trouver une solution à la question sociale sans aucun budget.
Quelle est la différence entre les ateliers nationaux et les ateliers sociaux ?
Sur ce point Louis Blanc établit un comparatif très précis qui permet, d’ailleurs, de mieux saisir la finalité des ateliers sociaux. En effet, « les Ateliers sociaux, (nous dit-il) tels que je les avais proposés, devaient réunir, chacun, des ouvriers appartenant tous à la même profession. Les Ateliers nationaux, tels qu’ils furent gouvernés par M. Marie, montrèrent, entassé pêle-mêle, des ouvriers de toute profession, lesquels, chose insensée : furent soumis au même genre de travail.
Dans les Ateliers sociaux, tels que je les avais proposés, les ouvriers devaient travailler à l’aide de la commandite de l’État, mais pour leur propre compte, en vue d’un bénéfice commun, c’est-à-dire avec l’ardeur de l’intérêt personnel, uni à la puissance de l’association et au point d’honneur de l’esprit de corps. Dans les Ateliers nationaux, tels qu’ils furent gouvernés par M. Marie, l’État n’intervint que comme entrepreneur, les ouvriers ne figurèrent que comme salariés. Or, comme il s’agissait ici d’un labeur stérile, dérisoire, auquel la plupart se trouvaient nécessairement inhabiles, l’action de l’État, c’était le gaspillage des finances ; la rétribution, c’était une prime à la paresse ; le salaire, c’était une aumône déguisée.
Les Ateliers sociaux, tels que je les avais proposés, constituaient des familles de travailleurs, unis entre eux par le lien de la plus étroite solidarité, familles intéressées à être laborieuses et, partant, fécondes. Les Ateliers nationaux, tels qu’ils furent gouvernés par M. Marie, ne furent qu’un rassemblement tumultueux de prolétaires qu’on se contenta de nourrir, faute de savoir les employer, et qui durent vivre, sans autre liens entre eux que ceux d’une organisation militaire, avec des chefs appelés de ce nom, si étrange à la fois et si caractéristique : BRIGADIERS ! »
Ainsi, lorsque les ateliers nationaux effectuent des travaux improductifs, principalement de terrassements et de plantation d’arbres moyennant rémunération, les ateliers sociaux s’inscrivent dans l’industrie et le monde économique. Dans un cas, l’ordre économique n’est pas changé, dans l’autre, il est révolutionné.